# کاتارینا دوگوویچووا
کاتارینا دوگوویچووا (انگلیسی: Katarína Dugovičová؛ زادهٔ ۳ فوریهٔ ۱۹۷۷) بازیکن فوتبال اهل اسلواکی است.
از باشگاه‌هایی که در آن بازی کرده‌است می‌توان به باشگاه فوتبال اسلوان براتیسلاوا اشاره کرد.
وی همچنین در تیم ملی فوتبال Slovakia بازی کرده‌است.